# Bausch & Lomb Championships 2006 - Doppio
Il doppio del torneo di tennis Bausch & Lomb Championships 2006, facente parte del WTA Tour 2006, ha avuto come vincitrici Shinobu Asagoe e Katarina Srebotnik che hanno battuto in finale Liezel Huber e Sania Mirza con il punteggio di 6–2, 6–4.

## Teste di serie
1. Lisa Raymond /  Samantha Stosur (primo turno)
2. Virginia Ruano /  Meghann Shaughnessy (semifinali)

1. Svetlana Kuznecova /  Elena Lichovceva (primo turno)
2. Corina Morariu /  Rennae Stubbs (primo turno)

## Tabellone

### Legenda
| - Q = Qualificato - WC = Wild card - LL = Lucky loser | - ALT = Alternate - SE = Special Exempt - PR = Protected Ranking | - w/o = Walkover - r = Ritirato - d = Squalificato |